# Peter Ueberroth

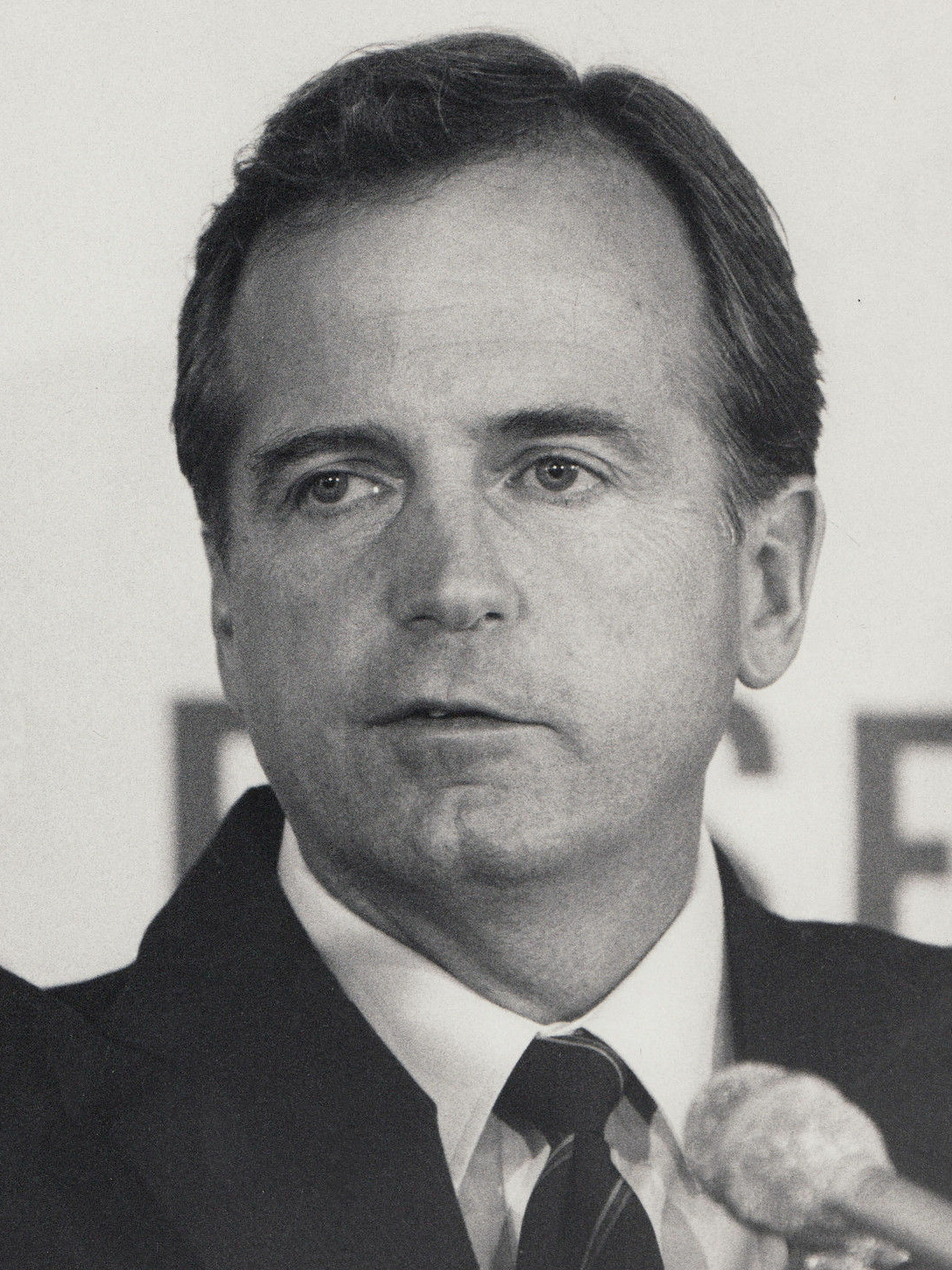
Ueberroth in 1985

Peter Victor Ueberroth (Evanston (Illinois), 2 september 1937) is een Amerikaans zakenman die de Olympische Zomerspelen van 1984 hielp organiseren.

## Biografie
Op 22-jarige leeftijd werd Ueberroth een vice-president van de Trans International Airlines, en vier jaar later richtte hij zijn eigen bedrijf First Travel op. Toen hij deze organisatie in 1980 verkocht, was dit de op een na grootste reisorganisatie in de Noord-Amerika.
Vanaf 1980 begon Ueberroth met de organisatie van de Olympische Zomerspelen van Los Angeles in 1984, waarvoor hij de Olympische Orde ontving. Hij werd in 1984 gekozen tot TIME Person of the Year.

## Privé
Ueberroth huwde in 1959 met Ginny Nicolaus, en kreeg met haar vier kinderen.
- Biblioteca Nacional de España: XX1089491
- CiNii: DA00935378
- International Standard Name Identifier: 0000 0001 1610 3723
- Library of Congress Control Number: n85220453
- Bibliotheek van het Japanse parlement: 00459334
- Nederlandse Thesaurus van Auteursnamen: 132997924
- SNAC: w67s8h4z
- Virtual International Authority File: 26047771
- WorldCat: E39PBJkp4V468XWFpDGrbBXcfq